# Émile Huet
Pour les articles homonymes, voir Huet.
Émile Armand Louis Huet , renseigné dans la noblesse comme Émile Huet de Grosage, né le 2 mars 1849 à Ghlin et décédé le 29 janvier 1914 à Tournai fut un homme politique libéral belge.
Huet fut docteur en droit notarial (ULB) et instrumentiste flûtiste (Conservatoire royal). 
Élu conseiller communal de Tournai (1903-1914), conseiller provincial de la province de Hainaut (1891) et sénateur de l'arrondissement de Tournai (1896), puis Tournai-Ath.

## Sources
- Liberaal Archief